# Vestricio Spurinna
Tito Vestricio Spurinna (24 circa – 105) è stato un politico romano.

## Biografia
Discendente probabilmente dalla famiglia etrusca degli Spurinna, ma come scrive Ronald Syme, "L'origine di Vestricius Spurinna non è documentata da nessuna parte", per poi affermare poche righe dopo che era "presumibilmente un transpadano". Syme nota anche che il cognomen di Spurinna è etrusco, poi afferma che il nome Vestricius appare solo un'altra volta in tutta la penisola italiana, un'iscrizione a Florentia.
Fu soldato sotto Otone nella guerra civile del 69 contro Vitellio, fu comandante delle truppe in difesa della città nell'assedio di Piacenza. Nell'83 divenne legatus legionis nella Germania inferiore. Generale vittorioso, Nerva gli dedicò una statua trionfale.
Governò parte della Germania dal 97 al 98.